# Felix Jacob
Felix Jacob (* 27. November 1900 in Breslau; † 7. Februar 1996) war ein deutscher Maler und Grafiker.

## Leben
Jacob ließ sich zunächst zum Dekorationsmaler ausbilden und studierte anschließend in den Jahren 1917 bis 1921 an der Akademie für Kunst und Kunstgewerbe in Breslau. 1920 wohnte und arbeitete er in Breslau auf einem Bauernhof, welchen die Bildhauerin Hanna Koschinsky ererbt hatte und die dort ebenfalls gemeinsam mit ihrem Mann, dem Maler Adolph Meyer, lebte und arbeitete. Nach dem Zweiten Weltkrieg war er Professor für Angewandte Malerei an der Hochschule für Baukunst und bildende Künste (heute Bauhaus-Universität Weimar) in Weimar, später Professor an der Hochschule für bildende Künste Berlin (heute Universität der Künste Berlin).